# Обрешков, Бенчо
Бенчо Обрешков (болг. Бенчо Обрешков; 27 апреля 1899, Карнобат, Бургасского округа, Болгария — 8 апреля 1970, София, Болгария) — болгарский жанровый живописец, портретист, график, один из крупнейших художников Болгарии межвоенного времени.
Обрешков развивался как художник в лоне двух мощных европейских школ живописи в эпоху после Первой мировой войны, — французской, с её поздним фовизмом, нарождающимся сюрреализмом и созерцательной неоклассикой; а с другой стороны — немецкой, где новая вещественность сосуществовала с экспрессионизмом и Баухаузом. Местной, болгарской живописной традиции Обрешков, многое повидавший и переосмысливший в Западной Европе, старался привить вкус к рафинированному изяществу парижской школы.

## Биография
Бенчо Йорданов Обрешков родился 27 апреля 1899 в Карнобате Бургасского округа, на востоке Болгарии, в 100 км от побережья Чёрного моря, на родине известного болгарского писателя Димитра Полянова.

### Молодость
Его мировоззрение на протяжении долгого и непростого пути обучения профессии живописца сформировалось под влиянием нескольких разнонаправленных художественных систем. 
Между 1918 и 1920 годами он учился в Софийской Академии художеств, где его педагогами были убеждённый реалист Петко Клисуров (1865—1933) и тяготеющий к эстетике модерна, выученик Мюнхенской Академии, профессор Иван Ангелов.
В 1926 году он окончил Академию художеств в Дрездене по специальности живопись, обучаясь в классе профессора Оскара Кокошки и Отто Дикса. В Париже специализируется как скульптор у знаменитого Антуана Бурделя; участвует в парижских выставках в 1925—1927 годах. Возвращается в Болгарию в 1927.
На родине Бенчо Обрешков становится одним из лидеров группы новаторов в болгарской живописи, сформировавшейся на протяжении 30-х годов XX века. 
Он участвовал в движении «Родное искусство» (болг.) (1925), был членом «Товарищества новых художников» (болг.) (1931), а позже — его председателем (1937).

### Война
В 1944-м, когда София подверглась ковровым бомбардировкам союзнической авиации (болг.), бомбы сравняли с землёй многоквартирный дом на Бульваре Евлогия Георгиева, 98 (этот бульвар сейчас называют «сиреневая улица»). В том доме жил с семьёй и содержал в нём собственную студию Бенчо Обрешков. Семья чудом спаслась, укрывшись в подвале. Но 350 живописных работ художника, семейный архив, личные фотографии, обширная библиотека зарубежных иллюстрированных книг, — всё было уничтожено .

### НРБ
В 1946, после установления коммунистического строя в Болгарии, Бенчо Обрешков, в составе группы известных художников был объявлен новыми властями «формалистом». А в 1956, после публикации интервью польскому журналисту Анджею Богуславскому, Обрешкова на 3 года исключили из Союза художников Болгарии (болг.).
Обрешков был художником-постановщиком фильма «Хитър Петър» (1960) .
В  (1966) художник удостоен звания Заслуженный художник Болгарии; награждён орденами Кирилла и Мефодия II степени (1963) и Народной Республик Болгарии II степени (1969). Между 1969 и 1970 он — председатель Творческого фонда СХ.

## Изображения в сети
- Дама в белой шляпке, 1937 Холст, масло 91 × 72 см. Национальная художественная галерея, (София)
- Пляж, 1947 Холст, масло
- Балчик, 1948 Холст, масло 54 × 67 см.
- Причал, 1948 Холст, масло 79 × 88 см.
- Натюрморт, 1950-е годы Холст, масло 53 × 47 см.
- На террасе, 1961 Холст, масло 38 × 46 см.
- Женщина с петухом, 1962 Холст, масло 65 × 54 см. ГМИИ им. Пушкина, Москва; дар Комитет по культуре Болгарии [3].
- 10 картин